# Bóng rugby

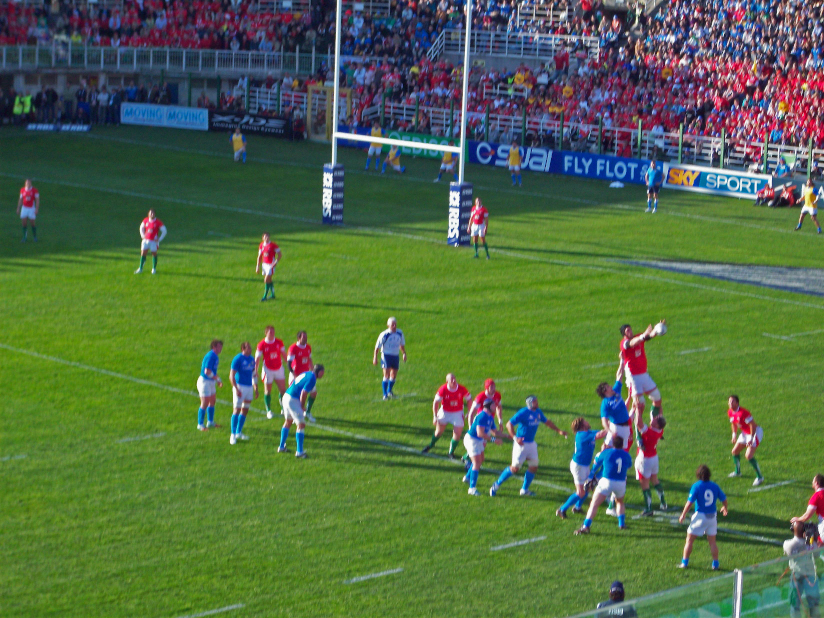
Giải Six Nations 2009

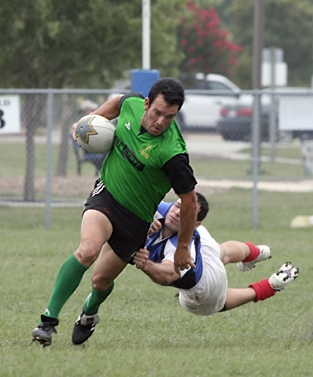
Một pha đốn người (tackle) trong trận đấu.

Bóng bầu dục rugby (tiếng Anh: rugby football) là một bộ môn thể thao đồng đội gồm hai đội thi đấu với một quả bóng hình bầu dục trên sân cỏ được chơi ở các trường học ở Anh trong suốt thế kỷ 19. Bóng bầu dục gồm hai loại là bóng bầu dục liên minh (rugby league) và bóng bầu dục liên hiệp (rugby union).
Trong bóng bầu dục liên hiệp, mỗi đội sẽ có 15 người, quả bóng nặng 382 - 425 gam, bằng da và sân bóng có kích thước dài 95 – 100 m và rộng 65 – 68 m. Cuối sân, có một khung thành hình chữ H cao từ 3,5 - 6,1 m, rộng 5,65 m, xà ngang cao 3 m. Mục đích của cuộc chơi là đưa bóng tới phần sân sau vạch khung thành hoặc sút bóng vào khung thành đối phương để ghi điểm. Nếu bóng được đưa đến sau vạch cầu, sẽ được tính 5 điểm và sau đó đội có thêm quyền sút bóng lọt khung thành trên xà để nhận thêm 2 điểm. Nếu đá bóng (đá trực tiếp hoặc đá phạt) bay lọt khung thành phía trên xà sẽ được tính 3 điểm.. Khác với bóng đá, các cầu thủ bóng bầu dục được dùng cả tay và chân. Nếu chuyền bóng bằng tay, cầu thủ chỉ được chuyền về phía sau. Nếu bằng chân, cầu thủ được chuyền đi mọi hướng.
Trong bóng bầu dục liên minh, mỗi đội có 13 người, chơi quả bóng và sân như bóng bầu dục liên hiệp. Tuy nhiên, bóng bầu dục liên minh chỉ cho phép 6 lần cầu thủ bị vật xuống để ghi điểm. Nếu sau 6 lần đội chưa thực hiện pha ghi điểm nào, bóng được chuyển bên. Ngoài ra, sút trên xà trực tiếp sẽ chỉ được 1 thay vì 3 như bóng bầu dục liên hiệp còn đá phạt sẽ được 2 điểm. Đưa banh xuống cuối sân được 4 và cơ hội 2 điểm thay vì 5 và cơ hội 2 điểm
Bóng bầu dục ra đời tại thành phố Rugby, Warwickshire, Anh vào năm 1823. Liên đoàn Bóng bầu dục Nghiệp dư Quốc tế (viết tắt FIRA theo tiếng Pháp Fédération Internationale de Rugby Amateur, tên tiếng Anh Association of European Rugby) được thành lập năm 1934. FIRA, giải vô địch thế giới không chính thức, được tổ chức từ 1960.
Bóng bầu dục được chơi phổ biến ở nhiều nước, trong đó có: Argentina, Australia, Anh, Pháp, Ireland, New Zealand, Scotland, Nam Phi, Wales, Canada, Chile, Colombia, Fiji, Georgia, Nhật, Namibia, Bồ Đào Nha, Romania, Samoa, Tây Ban Nha, Tonga, Hoa Kỳ và Uruguay. Phổ biến hơn là bóng bầu dục liên hiệp, được chơi ở tất cả quốc gia nêu trên. Bóng bầu dục liên minh thì ít phổ biến hơn và chủ yếu được chơi tại Australia, New Zealand cùng với Papua New Guinea.

## Lịch sử
Năm 1871, các câu lạc bộ ở Anh đã gặp mặt để thành lập Liên đoàn bóng bầu dục (RFU). Năm 1892, sau khi trả phí chuyên nghiệp (đền bù cho các thành viên đội) được thực hiện với các câu lạc bộ để trả tiền cho các cầu thủ vì thiếu việc làm, Giải Bóng bầu dục hay còn gọi là Liên đoàn phía Bắc (NRFU) được thành lập.